# 派翠西亞·海史密斯
派翠西亞·海史密斯（英語：Patricia Highsmith，1921年1月19日—1995年2月4日），美國犯罪小說家，以心理驚悚類型的作品而聞名，代表作是《天才雷普利》系列小說，分別在1999年改編為電影《天才雷普利》和2002年改編為電影《雷普利遊戲》。其另一知名作品為大導演希區考克改編之同名電影《火車怪客》。另一部小說《鹽的代價》亦在2015年改編為電影《卡露的情人》。

## 生平
派翠西亞·海史密斯出生於美国德克萨斯州，從小由外祖母撫養長大。海史密斯與生母及養父之間的關係充滿着緊張，童年的壓力成為她日後創作的重要依據。她的寫作風格繁複多變化，充滿人性衝突與掙扎，尤其是私家偵探這個角色更在她作品裏面扮演關鍵的功能。她曾寫道：「我從未考慮過我在文學史上的『地位』問題，也許我也真談不上有什麼地位。我把自己看作是一個能給大家提供娛樂的人，我只想給大家講述一個精彩且吸引人的故事。」
早在她第一部作品《火車怪客》(1950)中海史密斯就已經展現出了她驚人的才華。該書一經問世，有「懸疑大師」之稱的阿爾弗雷德·希區柯克就主動同她取得聯繫以獲得將這部小説改編成電影的權力。1951年，改編後的電影《列車上的陌生人》獲得了極大的成功併成為了電影史上一部經典的作品。她的《天才雷普利》、《貓頭鷹的哭泣》等作品也多次被改編成電影。

## 作品
- 《火車怪客》Strangers on a Train (1950)
- 《鹽的代價》The Price of Salt（以Claire Morgan之名發表，書名其後改為Carol）(1952)
- The Blunderer (1954)
- 《天才雷普利》The Talented Mr. Ripley (1955)
- Deep Water (1957)
- A Game for the Living (1958)
- This Sweet Sickness (1961)
- The Cry of the Owl (1962)
- The Two Faces of January (1964)
- The Glass Cell (1964)
- A Suspension of Mercy (1965)
- Those Who Walk Away (1967)
- The Tremor of Forgery (1969)
- 《地下雷普利》Ripley Under Ground (1970)
- A Dog's Ransom (1972)
- 《雷普利遊戲》Ripley's Game (1974)
- Edith's Diary (1977)
- 《跟蹤雷普利》The Boy Who Followed Ripley (1980)
- People Who Knock on the Door (1983)
- Found in the Street (1987)
- 《水魅雷普利》Ripley Under Water (1991)
- Small g: a Summer Idyll (1995)

## 獲獎
- 歐亨利獎
- 愛倫·坡獎
- 1964年英國推理作家協會獎（The Two Faces of January）
- 1993年Suomen dekkariseura外國推理作家大獎

## 外部連結
- 派翠西亞·海史密斯在豆瓣上的资料（简体中文）
- Patricia Highsmith Papers at the Swiss Literary Archives （页面存档备份，存于）
- The Mobile Bed-Object, full text of a short story from The Selected Stories of Patricia Highsmith